# 極超長波
極超長波（ごくちょうちょうは）とは、周波数が超長波（VLF）よりも低い、3kHz以下の電波である。波長は100km以上となる。地球の持つシューマン共鳴の周波数帯域でもある。

## 定義
極超長波の定義については、若干の揺れが生じている。国際電気通信連合（ITU）においては、VLFよりも低周波にULF（ultra low frequency, 300Hz–3kHz）およびELF（extremely low frequency, 3Hz–300Hz）の区分を設けている。
その上で、文部科学省のサイトではULF及びELFを極超長波、経済産業省のパンフレットにおいてはULFを極超長波、ELFを超低周波としている。前田幹夫ほか（2013）では、SLF（super low frequency, 30Hz–300Hz）の区分を加え、ULF・SLF・ELFを極超長波としている。英語圏でも定義には混乱があり、文献によってはELFを日本語の極超長波と同じ意味で用いている場合も多い。

## 通信
搬送波の周波数が極めて低く、通信速度の上限も極めて低い。テキストデータの場合、3文字の送信に15分も掛かるなど非常に低速である。また、送信設備のアンテナ長も90kmと極めて巨大になるために、通信設備の建設費用が高価である。従って、ELF帯以上の周波数の電波が到達しない場所と通信する場合に限り利用される。
極超長波は大地や水中を通り抜ける。従って、通常の環境下での通信に利用される周波数の電波が急激に減衰して利用不可能になる場所との通信に利用される。例えば、鉱山内外での通信の他、海中を航行する潜水艦への短縮コードを用いた指令送信（潜水艦側からの返信は不可能）にも利用されている。

## 地震
いくつかの観測局が、地震の前に極超長波のスパイク状の信号が観測されたと報告している。例えば、1989年にカリフォルニア州で発生したロマ・プリータ地震などである。この現象が地震の早期警戒システムに利用できるとして、地震と極超長波との関係が研究されている。